# Liste der Auslandsvertretungen Saudi-Arabiens

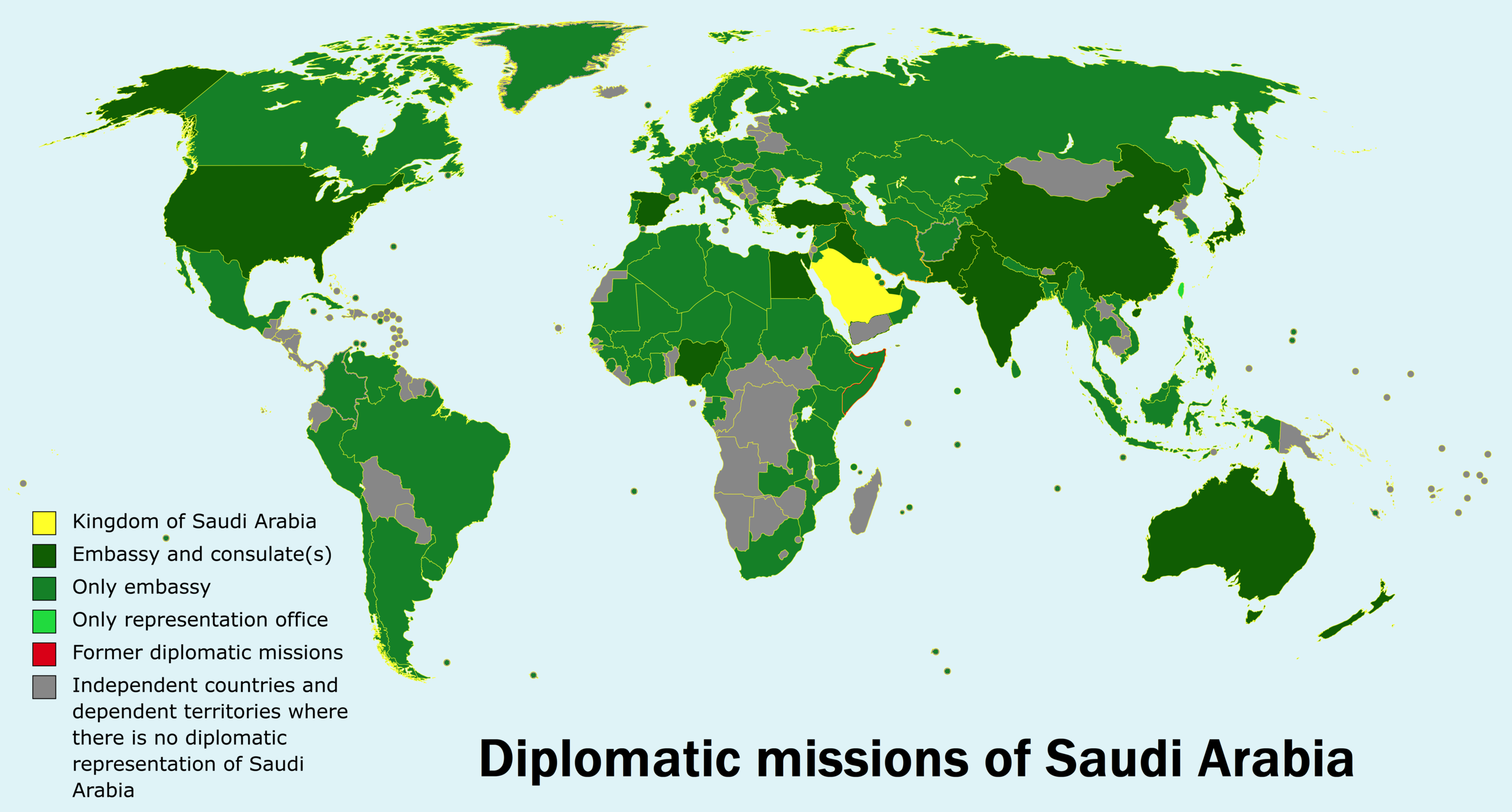
Standorte der diplomatischen Vertretungen Saudi-Arabiens

Dies ist eine Liste der diplomatischen und konsularischen Vertretungen Saudi-Arabiens.

## Diplomatische und konsularische Vertretungen

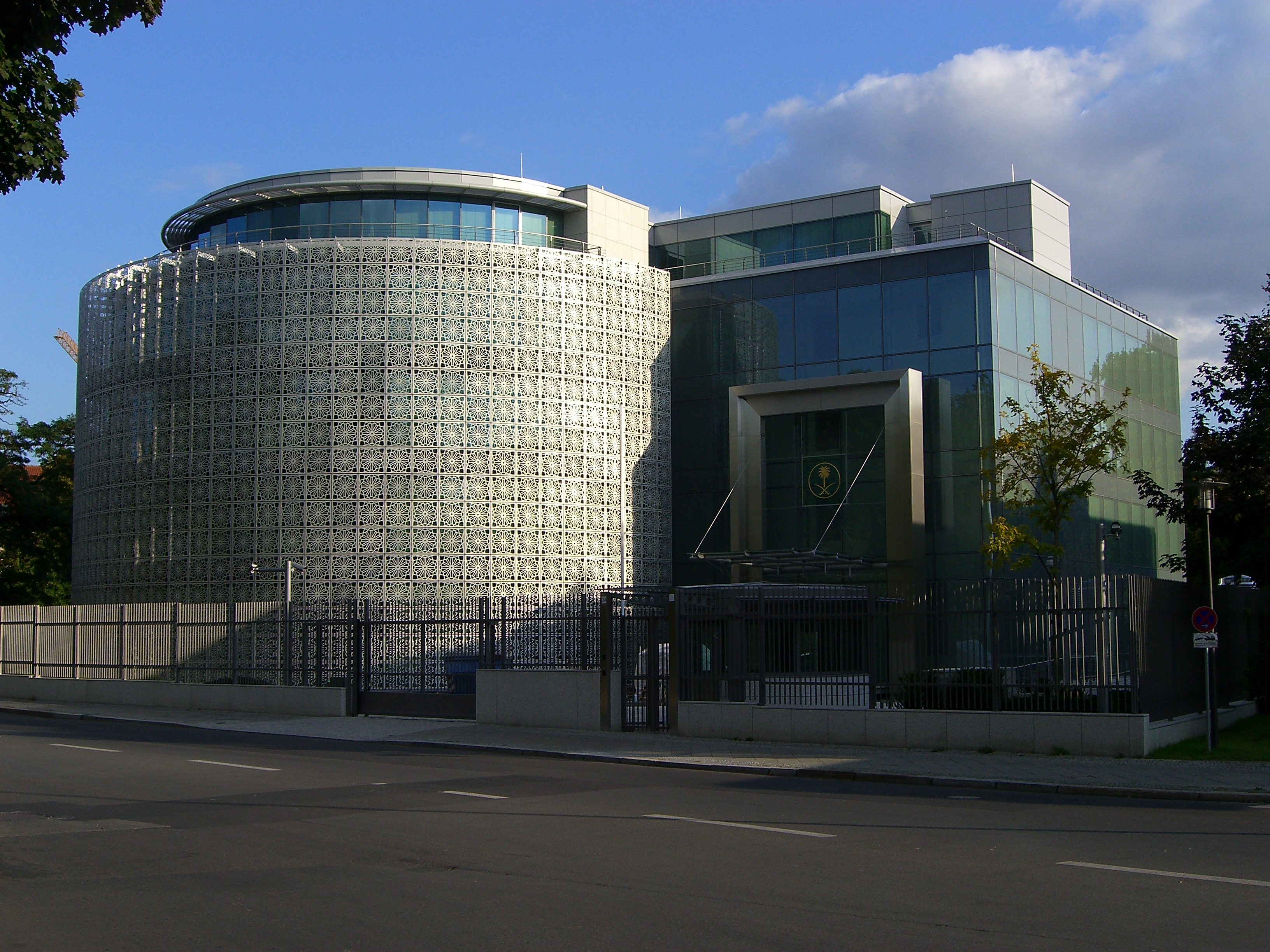
Botschaft Saudi-Arabiens in Berlin

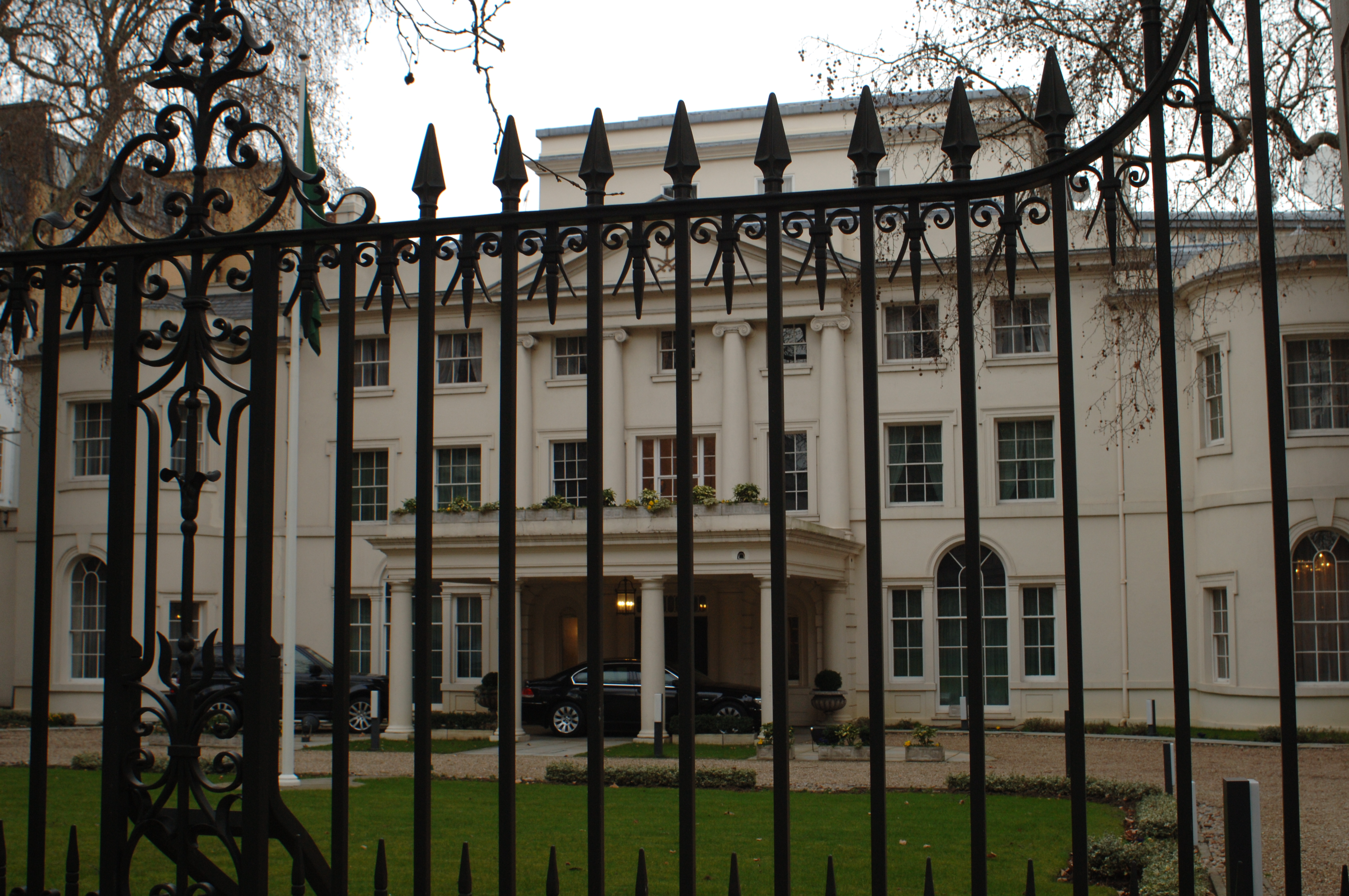
Botschaft Saudi-Arabiens in London

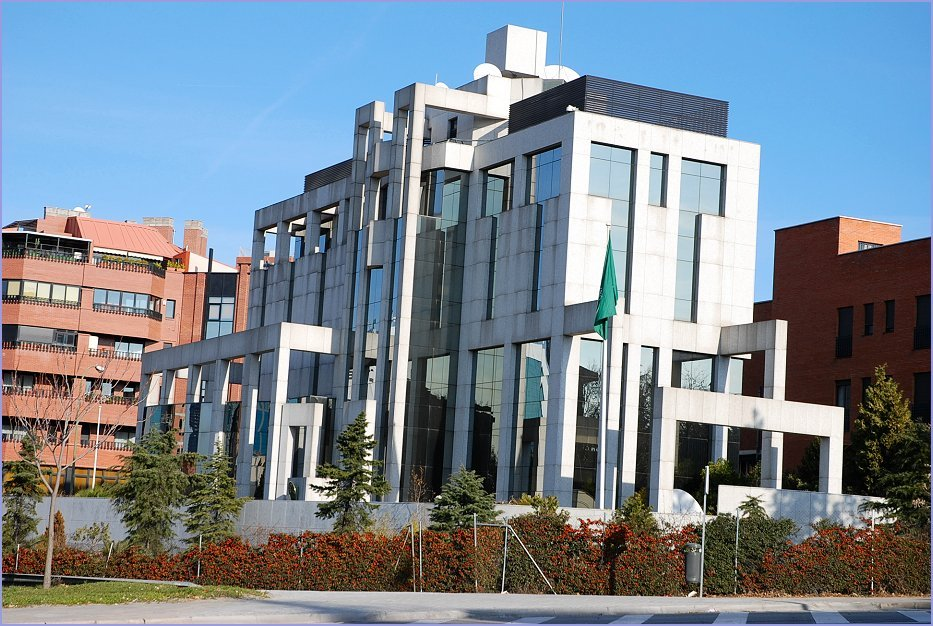
Botschaft Saudi-Arabiens in Madrid

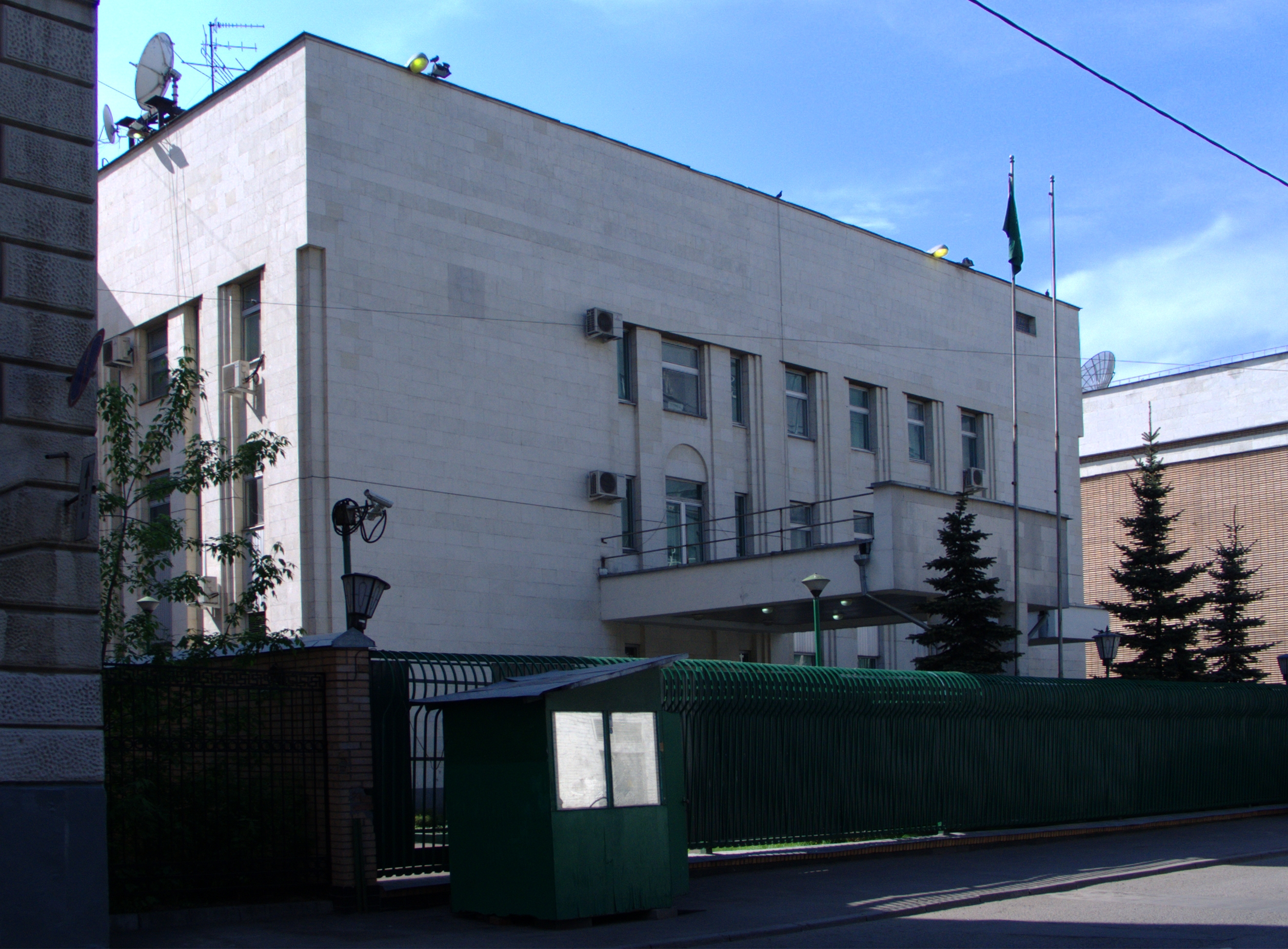
Botschaft Saudi-Arabiens in Madrid

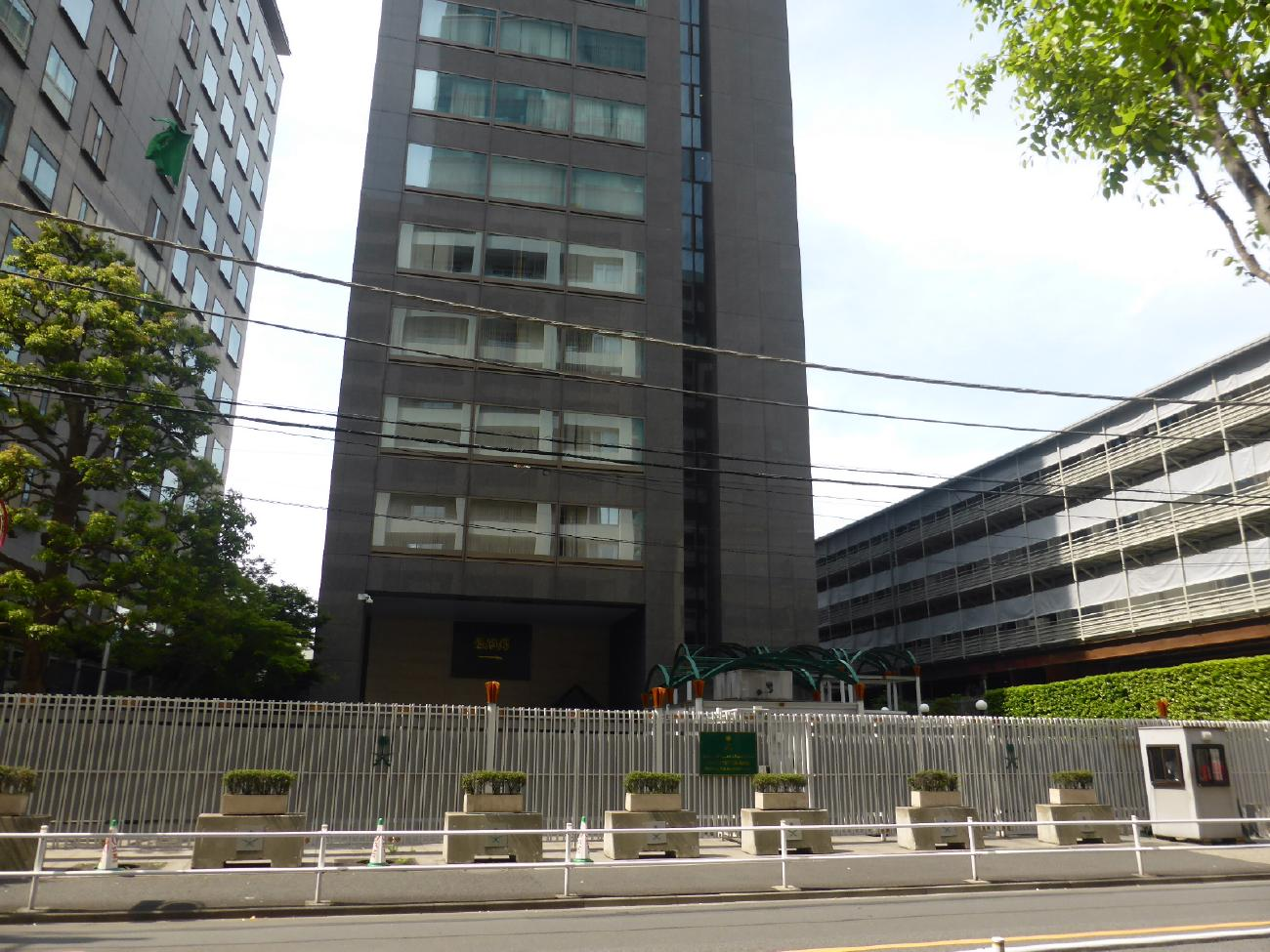
Botschaft Saudi-Arabiens in Tokyo

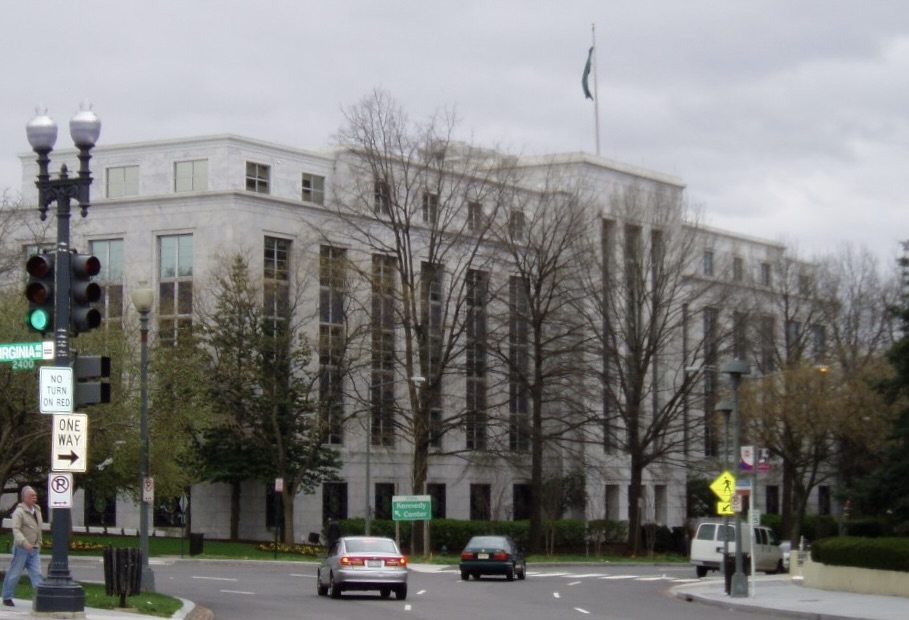
Botschaft Saudi-Arabiens in Washington, D.C.

### Afrika
| - Ägypten: Kairo, Botschaft - Ägypten: Alexandria, Generalkonsulat - Ägypten: Sues, Generalkonsulat - Algerien: Algier, Botschaft - Äthiopien: Addis Abeba, Botschaft - Burkina Faso: Ouagadougou, Botschaft - Dschibuti: Dschibuti, Botschaft - Elfenbeinküste: Abidjan, Botschaft - Eritrea: Asmara, Botschaft - Gabun: Libreville, Botschaft - Ghana: Accra, Botschaft - Guinea: Conakry, Botschaft - Kamerun: Jaunde, Botschaft - Kenia: Nairobi, Botschaft - Komoren: Moroni, Botschaft - Libyen: Tripolis, Botschaft - Mali: Bamako, Botschaft | - Mauretanien: Nouakchott, Botschaft - Marokko: Rabat, Botschaft - Mosambik: Maputo, Botschaft - Niger: Niamey, Botschaft - Nigeria: Abuja, Botschaft - Nigeria: Kano, Generalkonsulat - Sambia: Lusaka, Botschaft - Senegal: Dakar, Botschaft - Somalia: Mogadischu, Botschaft - Südafrika: Pretoria, Botschaft - Sudan: Khartum, Botschaft - Tansania: Daressalam, Botschaft - Tschad: N’Djamena, Botschaft - Tunesien: Tunis, Botschaft - Uganda: Kampala, Botschaft |

### Asien
| - Afghanistan: Kabul, Botschaft - Aserbaidschan: Baku, Botschaft - Bahrain: Manama, Botschaft - Bangladesch: Dhaka, Botschaft - Brunei: Bandar Seri Begawan, Botschaft - Volksrepublik China: Peking, Botschaft - Volksrepublik China: Hongkong, Generalkonsulat - Volksrepublik China: Guangzhou, Generalkonsulat - Georgien: Tiflis, Botschaft - Indien: Neu-Delhi, Botschaft - Indien: Mumbai, Generalkonsulat - Indonesien: Jakarta, Botschaft - Irak: Bagdad, Botschaft - Irak: Basra, Generalkonsulat - Irak: Erbil, Generalkonsulat - Iran: Teheran, Botschaft - Iran: Maschhad, Generalkonsulat - Japan: Tokio, Botschaft - Jemen: Sanaa, Botschaft - Jemen: Aden, Generalkonsulat - Jordanien: Amman, Botschaft - Kasachstan: Astana, Botschaft - Katar: Doha, Botschaft | - Kirgisistan: Bischkek, Botschaft - Kuwait: Kuwait, Botschaft - Libanon: Beirut, Botschaft - Malaysia: Kuala Lumpur, Botschaft - Malediven: Malé, Botschaft - Myanmar: Rangun, Botschaft - Nepal: Kathmandu, Botschaft - Oman: Maskat, Botschaft - Pakistan: Islamabad, Botschaft - Pakistan: Karatschi, Generalkonsulat - Philippinen: Manila, Botschaft - Singapur: Singapur, Botschaft - Sri Lanka: Colombo, Botschaft - Südkorea: Seoul, Botschaft - Syrien: Damaskus, Botschaft - Tadschikistan: Duschanbe, Botschaft - Taiwan: Taipei, Handelsbüro - Thailand: Bangkok, Botschaft - Turkmenistan: Aşgabat, Botschaft - Usbekistan: Taschkent, Botschaft - Vereinigte Arabische Emirate: Abu Dhabi, Botschaft - Vereinigte Arabische Emirate: Dubai, Generalkonsulat - Vietnam: Hanoi, Botschaft |

### Australien und Ozeanien
- Australien: Canberra,  Botschaft
- Australien: Sydney,  Generalkonsulat
- Neuseeland: Wellington, Botschaft
- Neuseeland: Auckland, Generalkonsulat

### Europa
| - Albanien: Tirana, Botschaft - Belgien: Brüssel, Botschaft - Bosnien und Herzegowina: Sarajevo, Botschaft - Bulgarien, Sofia, Botschaft - Dänemark: Kopenhagen, Botschaft - Deutschland: Berlin, Botschaft - Finnland: Helsinki, Botschaft - Frankreich: Paris, Botschaft - Griechenland: Athen, Botschaft - Irland: Dublin, Botschaft - Italien: Rom, Botschaft - Niederlande: Den Haag, Botschaft - Norwegen: Oslo, Botschaft - Österreich: Wien, Botschaft - Polen: Warschau, Botschaft | - Portugal: Lissabon, Botschaft - Rumänien: Bukarest, Botschaft - Russland: Moskau, Botschaft - Schweden: Stockholm, Botschaft - Schweiz: Bern, Botschaft - Schweiz: Genf, Generalkonsulat - Spanien: Madrid, Botschaft - Spanien: Málaga, Konsulat - Tschechien: Prag, Botschaft - Türkei: Ankara, Botschaft - Türkei: Istanbul, Generalkonsulat - Ukraine: Kiew, Botschaft - Ungarn: Budapest, Botschaft - Vereinigtes Königreich: London, Botschaft - Zypern: Nikosia, Botschaft |

### Nordamerika
| - Kanada: Ottawa, Botschaft - Kuba: Havanna, Botschaft - Mexiko: Mexiko-Stadt, Botschaft - Vereinigte Staaten: Washington, D.C., Botschaft | - Vereinigte Staaten: Houston, Generalkonsulat - Vereinigte Staaten: Los Angeles, Generalkonsulat - Vereinigte Staaten: New York, Generalkonsulat |

### Südamerika
| - Argentinien: Buenos Aires, Botschaft - Brasilien: Brasília, Botschaft - Chile: Santiago de Chile, Botschaft | - Peru: Lima, Botschaft - Venezuela: Caracas, Botschaft - Uruguay: Montevideo, Botschaft |

## Vertretungen bei internationalen Organisationen
- Vereinte Nationen: New York, Ständige Mission
- Vereinte Nationen: Genf, Ständige Mission
- Europäische Union: Brüssel, Ständige Vertretung
- Arabische Liga: Kairo, Ständige Mission